# Episodi di Lucifer (terza stagione)
La terza stagione della serie televisiva Lucifer, composta da 26 episodi, è stata trasmessa in prima visione negli Stati Uniti d'America dall'emittente Fox dal 2 ottobre 2017 al 14 maggio 2018.
In Italia, la stagione è andata in onda in prima visione dal 19 novembre 2018 all'11 febbraio 2019 su Premium Action. In chiaro va in onda sul 20 Mediaset dal 29 gennaio 2020.
L'antagonista principale della stagione è Marcus Pierce/Caino.
| n°            | Titolo originale                       | Titolo italiano                                | Prima TV USA     | Prima TV Italia  |
| ------------- | -------------------------------------- | ---------------------------------------------- | ---------------- | ---------------- |
| 1             | They Are Back, Aren't They?            | Sono tornate, vero?                            | 2 ottobre 2017   | 19 novembre 2018 |
| 2             | The One with the Baby Carrot           | Quello con la carotina                         | 9 ottobre 2017   | 19 novembre 2018 |
| 3             | Mr. & Mrs. Mazikeen Smith              | Il signore e la signora Mazikeen Smith         | 16 ottobre 2017  | 26 novembre 2018 |
| 4             | What Would Lucifer Do?                 | Che cosa farebbe Lucifer?                      | 23 ottobre 2017  | 26 novembre 2018 |
| 5             | Welcome Back, Charlotte Richards       | Bentornata Charlotte Richards                  | 30 ottobre 2017  | 3 dicembre 2018  |
| 6             | Vegas with Some Radish                 | A Las Vegas con un'ansiosa                     | 6 novembre 2017  | 3 dicembre 2018  |
| 7             | Off the Record                         | In via confidenziale                           | 13 novembre 2017 | 10 dicembre 2018 |
| 8             | Chloe Does Lucifer                     | Chloe contro Lucifer                           | 20 novembre 2017 | 10 dicembre 2018 |
| 9             | The Sinnerman                          | Il Peccatore                                   | 4 dicembre 2017  | 17 dicembre 2018 |
| 10            | The Sin Bin                            | Il cestino dei peccati                         | 11 dicembre 2017 | 17 dicembre 2018 |
| 11            | City of Angels?                        | La città degli angeli?                         | 1º gennaio 2018  | 24 dicembre 2018 |
| 12            | All About Her                          | Al centro dell'attenzione                      | 22 gennaio 2018  | 24 dicembre 2018 |
| 13            | Til Death Do Us Part                   | Finché morte non ci separi                     | 29 gennaio 2018  | 31 dicembre 2018 |
| 14            | My Brother's Keeper                    | Il custode di mio fratello                     | 5 febbraio 2018  | 31 dicembre 2018 |
| 15            | High School Poppycock                  | Compagni di scuola                             | 26 febbraio 2018 | 7 gennaio 2019   |
| 16            | Infernal Guinea Pig                    | Cavia infernale                                | 5 marzo 2018     | 7 gennaio 2019   |
| 17            | Let Pinhead Sing!                      | Un concerto col botto                          | 12 marzo 2018    | 14 gennaio 2019  |
| 18            | The Last Heartbreak                    | L’ultimo cuore infranto                        | 19 marzo 2018    | 14 gennaio 2019  |
| 19            | Orange Is the New Maze                 | Un demone in prigione                          | 26 marzo 2018    | 21 gennaio 2019  |
| 20            | The Angel of San Bernardino            | L’angelo di San Bernardino                     | 16 aprile 2018   | 21 gennaio 2019  |
| 21            | Anything Pierce Can Do I Can Do Better | Tutto quello che fa Pierce io lo faccio meglio | 23 aprile 2018   | 28 gennaio 2019  |
| 22            | All Hands on Decker                    | Tutti all'opera per Decker                     | 30 aprile 2018   | 28 gennaio 2019  |
| 23            | Quintessential Deckerstar              | La quintessenza dei Deckerstars                | 7 maggio 2018    | 4 febbraio 2019  |
| 24            | A Devil of My Word                     | La vera essenza del Diavolo                    | 14 maggio 2018   | 4 febbraio 2019  |
| Episodi bonus |                                        |                                                |                  |                  |
| 25            | Boo Normal                             | Abbasso la normalità                           | 28 maggio 2018   | 11 febbraio 2019 |
| 26            | Once Upon a Time                       | C'era una volta                                | 28 maggio 2018   | 11 febbraio 2019 |

## Sono tornate, vero?
- Titolo originale: They're Back, Aren't They?
- Diretto da: Karen Gaviola
- Scritto da: Ildy Modrovich

### Trama
Lucifer riesce a tornare a Los Angeles, scoprendo che è stato via solo per due giorni, e chiede a Linda di tagliargli le ali: la donna rifiuta, dicendogli d'indagare i motivi per cui sono tornate, e quando Lucifer se le toglie da solo scopre che esse continuano a ricrescere; inoltre, dopo aver tentato inutilmente di dire a Chloe la verità, scopre anche che non possiede più il suo volto demoniaco. Nel frattempo arriva al dipartimento il nuovo capo, il tenente Marcus Pierce, che incarica Lucifer e Chloe d'indagare sul ritrovamento di un cadavere nella stessa zona desertica in cui era stato condotto Lucifer. Amenadiel, nel frattempo, scopre che sua madre se n'è andata e che suo fratello ha recuperato le sue ali, il che lo spinge a credere di nuovo nel disegno divino; Dan, invece, è ancora amareggiato per come è finita con Charlotte. Dopo aver risolto il caso, Lucifer scopre che dietro il suo rapimento c'è un potente boss della malavita, noto come "il Peccatore", e insieme al fratello ipotizza che possa trattarsi di una creatura oscura.
- Guest star: Jeremiah Birkett (Lee), Michael Gladis (Sam), Pej Vahdat (Josh Hamid).
- Altri interpreti: Brynn Alexander (Remedy), Jay Linzy (Large), Dusty Sorg (Gangly).

## Quello con la carotina
- Titolo originale: The One with the Baby Carrot
- Diretto da: Louis Milito
- Scritto da: Joe Henderson

### Trama
Lucifer e Chloe vengono incaricati di indagare sulla morte di un comico che aveva rivelato di avere le prove di come un suo collega ben più famoso gli avesse rubato molte battute; nel frattempo Linda e Amenadiel parlano delle ali di Lucifer e di come esse rappresentino la prova di Amenadiel. Lucifer viene raggiunto nel suo appartamento da Marcus, che gli consiglia di non parlare con leggerezza del Peccatore, e successivamente insieme a Chloe e Dan risolve il caso. Vedendolo risoluto a smascherare il Peccatore, Marcus si accorda con Lucifer per lavorare al caso solo loro due e in segreto, mentre dopo aver parlato con Linda il diavolo decide di tornare a fare favori alla gente facendo finta che le sue ali non ci siano.
- Guest star: Kevin Christy (Bobby Lowe), Camille Chen (Sheila Vestal).
- Altri interpreti: Sina Amedson (JD Woodstock), Orson Chaplin (Alonso), Brian Kimmet (Eric).

## Il signore e la signora Mazikeen Smith
- Titolo originale: Mr. and Mrs. Mazikeen Smith
- Diretto da: Tara Nicole Weyr
- Scritto da: Joe Henderson & Alex Katsnelson

### Trama
Maze torna brevemente a Los Angeles prima di partire alla volta del Canada, dove si nasconde il suo nuovo obiettivo: il fuggiasco, tuttavia, si rivela particolarmente abile ma soprattutto riesce a convincere Maze della sua innocenza. Il demone chiede quindi aiuto a Lucifer e Chloe, entrambi preoccupati per lei (soprattutto il primo, data l'umanità che comincia a mostrare), e alla fine risolvono il caso. Maze, ormai conscia dei propri legami, ritorna dai suoi amici mentre un uomo misterioso si dimostra in possesso di un intero archivio su Lucifer e gli altri.
- Guest star: Chris McKenna (Ben Rivers), Marco Sanchez (Tenente Herrera), Erica Cerra (Athena Burns), Cate Cohen (Joan), Haig Sutherland (Norm), Stephanie Bennett (Muffy Beauregard).
- Altri interpreti: Fraser Corbett (Sly), Brad Kelly (Bruce), Andy Nez (Pete), Sylvesta Stuart (Arnold).

## Che cosa farebbe Lucifer?
- Titolo originale: What Would Lucifer Do?
- Diretto da: Eagle Egilsson
- Scritto da: Jason Ning

### Trama
Chloe cerca inutilmente di rendersi simpatica a Marcus e Ella le dice che forse l'apparente scontrosità del tenente è dovuta al fatto che questi è molto attratto da lei mentre Amenadiel, tentando di capire meglio Lucifer, cerca di comportarsi come lui ma con scarsi risultati. Chloe e Lucifer vengono quindi incaricati di un nuovo caso di omicidio avvenuto in una comunità per il recupero di ragazzi problematici e, una volta scoperto il colpevole, Marcus salva la vita alla detective finendo in ospedale, dove le rivela che la ritiene il suo elemento migliore. Lucifer e Amenadiel hanno quindi un confronto sul fatto che le persone non possono cambiare ciò che sono e a questo proposito Amenadiel afferma che, nonostante quanto proverà a ferirlo, ci sarà sempre per suo fratello perché questa è la sua missione.
- Guest star: John Posey (Giudice), Antonio Jaramillo (Jerry Blackcrow), Saxon Sharbino (Carly Glantz), Rickey Eugene Brown (Tyson Chase).
- Altri interpreti: Kelly Dowdle (Lexy), Michelly Farias (Natalie), Ronak Gandhi (Colin), Rachelle Goulding (Blair), Chris Lamica (Bonehead Bobby), Robert Merrill (Mr. Glantz), Katelyn Statton (Tootie).

## Bentornata Charlotte Richards
- Titolo originale: Welcome Back, Charlotte Richards
- Diretto da: Nathan Hope
- Scritto da: Chris Rafferty

### Trama
Lucifer e Chloe indagano su un caso di omicidio collegato all'industria dolciaria e scoprono che l'avvocato delle società coinvolte è Charlotte Richards, che confessa a Lucifer di avere dei vuoti di memoria lunghi mesi, ma di ricordare distintamente che quel periodo le sembrava l'Inferno. Lucifer e Chloe risolvono il caso e il primo convince Charlotte a riprendersi la sua vita e a non commettere più gli errori del passato.
- Guest star: Suzanne Cryer (Grace Foley), Ian Reed Kesler (Il Risolutore), Matthew Yang King (Adrian Yates), Omar Leyva (Lalo Vasquez).
- Altri interpreti: Troy Blendell (Larry), Jeff Bowser (Simon Fisher), Justin Chu Cary (Benson Reeves).

## A Las Vegas con un'ansiosa
- Titolo originale: Vegas with Some Radish
- Diretto da: Karen Gaviola
- Scritto da: Ildy Modrovich & Sheri Elwood

### Trama
Alla centrale si festeggia il compleanno di Chloe e il dipartimento di polizia di Las Vegas contatta Lucifer perché Candy, la sua ex moglie, è scomparsa da alcuni giorni: lui ed Ella, nonostante sia il compleanno di Chloe, si recano nella città del peccato (dove la ragazza era già stata, creando problemi a un casinò contando le carte) e riescono ad aiutare Candy, mentre Linda, Dan e la detective festeggiano il compleanno di quest'ultima nell'appartamento di Lucifer e Chloe non nasconde la sua amarezza per l'assenza del collega. Lucifer ritorna quindi nel suo appartamento e confessa alcuni suoi sentimenti a Chloe credendola addormentata per poi consegnarle il suo regalo (che si rivela essere una collana che ha per ciondolo il proiettile che la detective sparò a Lucifer all'inizio del loro incontro) al risveglio di Chloe.
- Guest star: Lindsey Gort (Candy Fletcher), Lauren Holly (Roxie Pagliani), Andy Milder (Judd), Jack Yang (Detective Jay Long).
- Altri interpreti: Tony Cipriano (Louie Pagliani).

## In via confidenziale
- Titolo originale: Off the Record
- Diretto da: Eduardo Sánchez
- Scritto da: Jen Graham Imada (soggetto); Chris Rafferty & Mike Costa (sceneggiatura)

### Trama
Reese Getty, l'ex marito di Linda, si sveglia dal coma e decide di riconquistarla: giunto al suo studio vede uscirne Lucifer e deduce che questi sia il nuovo amante della donna, pertanto lo segue al Lux e, su suo involontario suggerimento, decide di rovinargli la vita. Reese è infatti un rispettato reporter e coglie al volo l'occasione del nuovo caso di cui si occupano Chloe e Lucifer (un serial killer che avvelena gli impostori) per svelare come il loro rapporto sia tutt'altro che professionale; non riuscendo tuttavia a dimostrarlo, ma anzi scoprendo il contrario, Reese sembra abbandonare il suo proposito finché non vede il vero aspetto di Lucifer. Passa un anno e Chloe e Lucifer si rivolgono a Reese per risolvere il caso del serial killer e il reporter, avendo scoperto chi è l'assassino, tenta di sfruttarlo per uccidere Lucifer e riconquistare Linda, ma il suo piano fallisce (sebbene riesca a far catturare l'assassino) e Reese rimane ucciso. Al suo risveglio all'Inferno tutto riparte da capo.
- Guest star: Patrick Fabian (attore) (Reese Getty), John Billingsley (Alvin Kapitski), Shelly Robertson (redattore), Bree Condon (Veronica), Fiona Vroom (infermiera).
- Altri interpreti: Christopher Pearce (Barry), Edwin Perez (Chad).

## Chloe contro Lucifer
- Titolo originale: Chloe Does Lucifer
- Diretto da: Louis Milito
- Scritto da: Julia Fontana

### Trama
Lucifer e Chloe indagano sulla morte di una donna legata a una esclusiva app per incontri mentre il diavolo si rende conto che sta perdendo il suo status di sex symbol invidiato da tutti e cerca di porvi rimedio. Nel frattempo Charlotte chiede aiuto a Ella su come essere una persona migliore opprimendola mentre Amenadiel conforta Linda, sconvolta dai recenti eventi che l'hanno riguardata. Lucifer e Chloe, grazie anche all'aiuto di Charlotte, riescono a fermare l'assassino e, mentre la detective dimostra quanto sia importante essere se stessi per avvicinare gli altri, Charlotte accetta di lavorare per il procuratore dalla parte della giustizia (pertanto sarà sempre più spesso a contatto con il dipartimento) e Lucifer decide di tornare alle sue abitudini mondane.
- Guest star: Michael Rady (Mack Slater), Mikaela Hoover (Esther).
- Altri interpreti: Sam Krumrine (Benji), Caroline Kwan (Amante di Lucifer).

## Il Peccatore
- Titolo originale: The Sinnerman
- Diretto da: Marisol Adler
- Scritto da: Jenn Kao

### Trama
Lucifer e Chloe indagano su due omicidi perpetrati ai danni di persone che avevano chiesto un favore al diavolo, dal che Lucifer deduce che dietro ci sia il Peccatore; nel frattempo Maze torna in città e rimane molto ferita da quanto si siano avvicinati Linda e Amenadiel, che infatti hanno cominciato una relazione all'insaputa di tutti, e anche Marcus torna al dipartimento. Durante un appostamento per catturare il Peccatore, il tenente e Chloe hanno modo di condividere una maggiore intimità (il tenente rivela di inseguire il Peccatore sin da quando era stanziato a Chicago perché ha ucciso suo fratello, mentre Chloe gli spiega che il giorno di permesso che ha chiesto le serve per celebrare l'anniversario della morte del padre, ucciso in servizio) e insieme riescono ad arrestarlo. Lucifer, che era stato attirato in una trappola dal Peccatore (che rivela di sapere tutto su di lui), viene liberato da Maze in cambio di un consiglio su come comportarsi con Linda e Amenadiel; una volta al dipartimento vorrebbe interrogare il Peccatore con i suoi poteri, ma scopre che questi si è cavato gli occhi con una penna proprio per evitare tale evenienza. Maze infine rivela a Linda di sentirsi messa da parte dalla sua nuova relazione con Amenadiel e le chiede di troncarla; Linda, anche se molto ferita, acconsente.
- Guest star: Kevin Carroll (Il Peccatore), Andy Davoli (Frankie Ferrante).
- Altri interpreti: Andy Cohen (Joey Pileggi).

## Il cestino dei peccati
- Titolo originale: The Sin Bin
- Diretto da: Greg Beeman
- Scritto da: Sheri Elwood

### Trama
Lucifer e Chloe stanno per interrogare il Peccatore quando ricevono la notizia che questi, grazie a un complice, ha rapito una ragazza che sta per morire affogata. I due, grazie anche a Marcus, riescono a farlo evadere e a salvare la ragazza, ma scoprono che era tutto una montatura: Lucifer, approfittando della situazione, porta il Peccatore in una delle sue ville e lo fa torturare da Maze per ottenere delle risposte ma inutilmente. Il diavolo, impaziente di liberarsi delle sue ali e di eliminare al tempo stesso un grave pericolo per i suoi cari, decide di violare il più stringente dei divieti per un angelo, uccidere un uomo, ma successivamente capisce che l'obiettivo del Peccatore è proprio quello di morire per mano sua e che anch'egli è una pedina nelle mani di qualcun altro; in quel momento Marcus e Chloe arrivano a casa sua e il tenente, vedendo la colluttazione tra i due, uccide il Peccatore. Tornati a Los Angeles, Lucifer invita da solo Marcus al Lux dopo aver visto una foto del Peccatore da bambino che lo ritraeva insieme a un uomo con una voglia sul braccio simile al tatuaggio del tenente: Lucifer lo pugnala ma pochi secondi dopo Marcus si rialza perché in realtà egli è Caino, il primo assassino della storia condannato a vivere per sempre col marchio dell'infamia impresso sul corpo.
- Guest star: Kevin Carroll (Il Peccatore), Britt Baron (Maggie Cole), Anastasia Leddick (Helena Handbasket).
- Altri interpreti: Nicole Dele (Vanessa).

## La città degli angeli?
- Titolo originale: City of Angels?
- Diretto da: Mark Tonderai
- Scritto da: Jason Ning & Jenn Kao

### Trama
Nel 2011 Lucifer lascia l'Inferno per andare a Los Angeles e dedicarsi alla bella vita; Amenadiel, come già altre volte in passato, lo raggiunge per riportarlo al suo regno ma mentre aspetta suo fratello un ladro gli spara e ruba la sua collana. I due si mettono quindi d'accordo per ritrovarla, consci della pericolosità del fatto che un umano abbia la prova dell'esistenza di Dio, e scoprono che il ladro è collegato alla morte di un lottatore di MMA, su cui stanno indagando anche Chloe e Dan. Alla fine i due angeli riescono a ritrovare la collana e ad assicurare l'assassino alla giustizia, ma Lucifer si rifiuta di tornare all'Inferno sfruttando il suo accordo con Amenadiel; la sera stessa decide di acquistare il locale dove si trovava la gabbia per i combattimenti e di farsi tagliare le sue ali da angelo da Maze, sfidando ancora una volta suo padre e deciso a smettere per sempre di cercare la sua approvazione.
- Guest star: Chris Mulkey (Gil), John Charles Meyer (Tío Sorrento), Taylor Black (Misty Canyons).
- Altri interpreti: Stephen Adekolu (Aiden Scott).

## Al centro dell'attenzione
- Titolo originale: All About Her
- Diretto da: Tara Nicole Weyr
- Scritto da: Alex Katsnelson

### Trama
Caino spiega a Lucifer di essere stato lui a rapirlo e condurlo nel deserto, ma gli giura che non ha niente a che fare con il ritorno delle sue ali; nel frattempo Chloe, ancora offesa per come si è comportato nel caso del Peccatore, esclude il suo partner dal nuovo omicidio che sta affrontando e che riguarda la morte di un famoso surfista. Lucifer tenterà in tutti i modi di farsi perdonare da Chloe e alla fine ci riesce, aiutandola a risolvere il caso assieme a Dan, per poi convincere Marcus a non lasciare Los Angeles e a stringere un patto con lui in modo da vendicarsi entrambi di suo padre, reo di averli usati come pedine: il diavolo, infatti, giura a Caino che troverà un modo per ucciderlo, coronando così il suo unico obiettivo. Nel frattempo Charlotte convince lo stesso Marcus a chiedere scusa a Ella per averle urlato contro pochi giorni prima mentre Maze scopre che Linda e Amenadiel si vedono ancora infuriandosi.
- Guest star: Kate Beahan (Justine Doble), Donny Boaz ("Dangerous Doug" Libby), Sonya Balmores (Wild Child).
- Altri interpreti: Justin Johnson-Cortez (Manny "The Moondog" Taylor), Rick Kelly (Tyler Utah), David Paladino (Johnny Utah), David Grant Wright (Dr. Kaminsky).

## Finché morte non ci separi
- Titolo originale: Til Death Do Us Part
- Diretto da: Sherwin Shilati
- Scritto da: Mike Costa

### Trama
Lucifer sta ancora tentando di trovare un modo per uccidere Marcus quando viene coinvolto nel nuovo caso di Chloe, legato alla morte di una spacciatrice che lavorava per la mafia coreana. Lucifer e Chloe riescono a risolvere il caso e il diavolo e Caino si rendono conto di essere più simili di quanto non volessero ammettere in precedenza e pertanto decidono di rinnovare il loro impegno; nel frattempo Charlotte chiede a Dan un po' di tempo per schiarirsi le idee mentre Marcus tenta di allontanare Chloe per non perdere anche lei, pur rivelandole di provare qualcosa.
- Guest star: Paul Fitzgerald (Brian), Audrey Moore (Anya), Steve Suh (Brandon Hong), Marcus Anderson (Barista).
- Altri interpreti: Brody Allen (T.K.), Chris Bensinger (Terry), Jessica Jones (Marcie).

## Il custode di mio fratello
- Titolo originale: My Brother's Keeper
- Diretto da: Claudia Yarmy
- Scritto da: Joe Henderson & Jason Ning

### Trama
Lucifer e Chloe indagano sulla morte di un trafficante di diamanti in cui è coinvolto anche il fratello maggiore di Ella, che tenterà in tutti i modi di dimostrarne l'innocenza; nel frattempo Caino tenta di costringere Amenadiel a rimuovere il marchio che gli impresse millenni fa ma, pur non riuscendoci, gli dimostra che in realtà non sono molto diversi. Lucifer e Chloe risolvono il caso e il diavolo minaccia il fratello di Ella ordinandogli di non trovarsi mai più invischiato in cose del genere (peraltro mostrando una parvenza del suo aspetto demoniaco) per non farla soffrire; poco dopo incontra Amenadiel al Lux e quest'ultimo lo mette in guardia dall'alleanza che ha stretto con Caino dicendogli inoltre che non smetterà mai di essere il suo custode. Intanto Linda accetta Charlotte come paziente, dopo averla inizialmente allontanata a causa del ricordo del male provocatole dall'avvocatessa quando ospitava nel suo corpo la madre di Lucifer.
- Guest star: Rey Valentin (Jay Lopez), Edward Kerr (Don Zeikel), Jackie Geary (Tiffany James).
- Altri interpreti: Vaz Andreas (Fahrid Nasser), Nathan Barnatt (Buster), Anthony Pierre Christopher (Raymond).

## Compagni di scuola
- Titolo originale: High School Poppycock
- Diretto da: Louis Milito
- Scritto da: Chris Rafferty & Jen Graham Imada

### Trama
Lucifer, ancora alla disperata ricerca di un modo con cui uccidere Caino, aiuta Chloe con le indagini riguardo alla morte di una scrittrice di romanzi fantascientifici per ragazzi che usava come modelli per i suoi personaggi i suoi compagni di liceo; il diavolo si dedica al caso anche perché spera di capire come superare il suo blocco prendendo spunto proprio dall'ultimo manoscritto dell'autrice. Nel frattempo Maze decide di organizzare un incontro al buio a quattro con Amenadiel e Linda in modo da spingerli a tradirsi; alla fine Linda e l'angelo sono costretti a rivelare il loro rapporto. Lucifer e Chloe risolvono quindi il caso e il diavolo organizza un ballo da solo con la detective al Lux: qui, grazie a lei, capisce che per aiutare Caino deve impedire le circostanze che hanno portato alla sua maledizione. Linda, infine, decide di lasciare Amenadiel preferendo l'amicizia di Maze all'amore dell'angelo.
- Guest star: Russell Wong (Vincent Green), Austin Basis (Todd Cornwell), Trevor Donovan (Max Evans), Julie Gonzalo (Jessica Johnson).
- Altri interpreti: Chasty Ballesteros (Isabel Deluca), Joseph Dixon (Ashley Collins), Sean Mann (Tristan Valenti), Francesca Santoro (Claire), Caryn Ward (Emily Armantrout).

## Cavia infernale
- Titolo originale: Infernal Guinea Pig
- Diretto da: Eagle Egilsson
- Scritto da: Jenn Kao & Julia Fontana

### Trama
Lucifer espone il suo piano a Caino e dall'Inferno riporta sulla Terra l'anima di Abele, che per errore finisce nel corpo dell'assistente di una produttrice cinematografica vittima di un attentato su cui stanno indagando Chloe e Dan. Al termine delle indagini Chloe riesce a risolvere il caso ma Lucifer, avendola messa in pericolo, decide di troncare la sua alleanza con Caino poco prima che Abele, sua unica speranza di spezzare la maledizione, venga investito. Nel frattempo Maze, dopo un nuovo scontro con Amenadiel, si rende conto di quanto sia ancora attaccata a lui mentre Charlotte si convince a raccontare il suo loop infernale a Linda.
- Guest star: Lauren Lapkus (Bree Garland / Abele), Jacqueline Obradors (Alexa Lee), Blake Shields (Liam Wade).
- Altri interpreti: Brittini London (Jamie).

## Un concerto col botto
- Titolo originale: Let Pinhead Sing!
- Diretto da: Alrick Riley
- Scritto da: Ildy Modrovich & Sheri Elwood

### Trama
Spaventato dai pericoli a cui l'ha esposta di recente, Lucifer decide di prendere le distanze da Chloe mentre si trovano a dover scoprire chi sta attentando alla vita di una famosa cantante; nel frattempo Charlotte cerca di fare da mediatrice tra Linda e Maze mentre Dan, su richiesta di Ella, tenta di risollevare il morale di Marcus, impresa in cui avrà successo Amenadiel. Alla fine Lucifer, notando come il suo comportamento abbia avvicinato Chloe e Marcus, si reca da Linda per avere consiglio.
- Guest star: Skye Townsend (Axara), Jillian Rose Reed (Cece), Tom Gallop (Rowan Donahue).
- Altri interpreti: Steven Daniel Brun (Patrick Manning), Kirstin Ford (Devon), Kelly Mantle (Donovan McCann / Cher), Smalls (Bob).

## L’ultimo cuore infranto
- Titolo originale: The Last Heartbreak
- Diretto da: Hanelle Culpepper
- Scritto da: Alex Katsnelson & Mike Costa

### Trama
Lucifer, Chloe e Marcus collaborano per arrestare un serial killer che prende di mira coppie infedeli emulando le gesta di un assassino che Pierce aveva contribuito a fermare negli anni cinquanta: il diavolo, tuttavia, teme che la sempre maggiore vicinanza tra la detective e il tenente rischi di compromettere il suo rapporto con lei, ma una volta risolto il caso capisce che Chloe ha il diritto e la possibilità di avere rapporti diversi con persone diverse mentre Caino intuisce che proprio Chloe possa finalmente renderlo mortale. Intanto Maze, dopo aver litigato con Dan riguardo alle abitudini che tiene anche con Trixie in casa, se ne va mentre Amenadiel, ignorando i consigli di Linda, decide di rivelare la verità a Charlotte dopo averla inizialmente scambiata per sua madre.
- Guest star: Fiona Gubelmann (Kay / Maddie), Joshua Gomez (Neil Berger), Andrew Leeds (Joel).
- Altri interpreti: Christopher Ashman (Ray Dwight), Susan Berger (Olga), Mark DeCarlo (Chance), Adam Sevani (Brandon), Jessica Trainham (Alice), Amy Tsang (Emma Matthews).

## Un demone in prigione
- Titolo originale: Orange is the New Maze
- Diretto da: Nathan Hope
- Scritto da: Jenn Kao

### Trama
Chloe e Pierce hanno ormai una relazione vera e propria ma Lucifer non intende rassegnarsi all'idea; nel frattempo i due partner tentano di placare la furia di Maze, che viene anche incastrata per omicidio nel nuovo caso di cui si devono occupare. Alla fine il demone viene scagionato e Lucifer le chiede scusa, ma capendo che sarà sempre seconda rispetto a Chloe, Maze decide di andarsene da Los Angeles: Pierce la intercetta poco prima e le propone un piano per sbarazzarsi di Lucifer e coronare i rispettivi obiettivi. Intanto Amenadiel e Lucifer rivelano tutta la verità a Charlotte, che si rallegra del fatto di non essere diventata pazza.
- Guest star: McNally Sagal (Margo Channing), Patrick Gallagher (Barry Hill).
- Altri interpreti: Adam Gifford (Ruben Silva), Doug Hurley (Ned), Dutch Johnson (Zack Moore), Becky Wu (Yvonne Gwo).

## L’angelo di San Bernardino
- Titolo originale: The Angel of San Bernardino
- Diretto da: Tara Nicole Weyr
- Scritto da: Jason Ning

### Trama
Lucifer e Chloe indagano sulla morte del rampollo di una ricca famiglia con problemi di tossicodipendenza mentre il diavolo sembra soffrire di sonnambulismo, motivato secondo Linda dal suo non accettare la storia tra Chloe e Marcus, che lo porta a compiere azioni eroiche mostrando pubblicamente le sue ali. Risolto il caso Maze confessa a Lucifer di aver orchestrato lei il finto sonnambulismo in modo da dare a Pierce il tempo necessario per far innamorare di lui la detective così da colpire il diavolo nel suo punto più debole: Caino, tuttavia, interrompe Chloe subito prima che questi le confessi il suo amore, non avendo il coraggio di ferirla fino a quel punto, e quando Lucifer si reca a casa sua i due, dopo una breve scazzottata, si rendono conto che il marchio è scomparso. Nel frattempo Charlotte, dopo essere tornata brevemente al suo stile di vita precedente, dopo un confronto con Amenadiel si rende conto di essere irrimediabilmente condannata all'Inferno.
- Guest star: Brandon Barash (Jeremy Bell), Jason E. Kelley (Phil Goldstein), Katherine Boecher (Mary Bell).
- Altri interpreti: Anthony Pierre Christopher (Raymond), Rane Jameson (Kevin Winstead), Kue Lawrence (Jackson Bell), Lidia Porto (Rosie Hernandez), Scott Allen Rinker (Matt Kessman), Abhi Trivedi (Kirby).

## Tutto quello che fa Pierce io lo faccio meglio
- Titolo originale: Anything Pierce Can Do I Can Do Better
- Diretto da: Jim Vickers
- Scritto da: Alex Katsnelson

### Trama
Dopo essersi liberato dal suo marchio, Pierce decide di voler passare il resto della sua vita mortale con Chloe e manda a monte il suo piano suscitando l'ira di Maze e la voglia di superarlo di Lucifer, che assieme alla detective si sta occupando della morte di una famosa ballerina; il diavolo chiede quindi aiuto ad Amenadiel e questi, assieme a Charlotte, cerca inutilmente d'incastrare il tenente con la storia del Peccatore. Pierce riesce quindi a farsi perdonare da Chloe mentre Lucifer, non confessandole apertamente i suoi sentimenti, giunge a un passo dal perderla per sempre finché non viene convinto da Linda a rivelarsi: quando tuttavia giunge a casa della detective, questa ha appena accettato la proposta di matrimonio di Caino.
- Guest star: Robert Curtis Brown (William Sterling), Greg Ellis (Myles Drunker), Jessica Lee Keller (Amber Fontaine).
- Altri interpreti: Pablo Nuñez (Sal), Robert Roldan (Miguel Schraft), Virginia Watson (Gwendolyn Orloff).

## Tutti all'opera per Decker
- Titolo originale: All Hands on Decker
- Diretto da: Eduardo Sánchez
- Scritto da: Sheri Elwood

### Trama
Marcus concede a Chloe alcuni giorni di vacanza in modo da poter organizzare il matrimonio e pertanto Lucifer si trova in coppia con Dan ad affrontare un nuovo caso, legato al mondo dei concorsi canini. Pierce rivela a Maze di non voler più morire ma di volerla comunque aiutare a tornare all'Inferno: questa organizza quindi una festa di addio al nubilato per la detective ma Charlotte, in seguito alla richiesta di Amenadiel, coglie l'occasione per insinuare in Chloe dubbi sul matrimonio e la detective decide alla fine di annullarlo. Maze scopre quindi che Caino è mortale e giura di ucciderlo mentre Lucifer, compresi i suoi errori, decide di confessarsi a Chloe finché questa non lo informa che il matrimonio è saltato: il diavolo decide quindi di tacere, felice per come gli eventi si sono evoluti, mentre Pierce lo osserva furibondo. Intanto Dan, spinto da Lucifer, torna da Charlotte.
- Guest star: Eric Nenninger (Frederick Hoffman), Billy Malone (Vincent Walker), Victoria Gabrielle Platt (Dott.ssa Valerie Haynes), Aloma Wright (Autista dell'autobus).
- Altri interpreti: Lauren Baldwin (Meg Boyd), Christian Gehring (Logan), Sean Harris (Brock), David Labrava (Mike), Sari Sanchez (Tabitha).

## La quintessenza dei Deckerstars
- Titolo originale: Quintessential Deckerstar
- Diretto da: Claudia Yarmy
- Scritto da: Ildy Modrovich

### Trama
Lucifer tenta di riportare il suo rapporto con Chloe alle origini reinterpretando alcune delle sue uscite più particolari tenute nei vari casi mentre i due sono impegnati a trovare l'assassino della moglie di una leggenda del baseball. Marcus intanto riesce a convincere Maze a seguire il suo nuovo piano per farla tornare all'inferno e al tempo stesso rovinare la vita di Lucifer uccidendo Amenadiel - che nel frattempo sta aiutando Charlotte con il caso - ma quando si trova a tu per tu con l'angelo questi le dimostra il suo attaccamento e Maze rinuncia, ma Caino riesce a scappare. Chloe risolve quindi il caso senza l'aiuto di Lucifer, il quale capisce che la detective l'ha tenuto con sé perché in fondo l'aveva già scelto: il diavolo le rivela quindi ciò che prova per lei e i due si baciano, ma poco dopo ricevono la notizia che Charlotte, nel tentativo di salvare Amenadiel da Pierce, è morta. L'angelo recupera le sue ali e conduce l'anima della donna in Paradiso mentre Lucifer, giunto poco dopo sulla scena del crimine con Dan e Chloe, trova una sua piuma.
- Guest star: Colin Egglesfield (Ben Wheeler), Doug Savant (Forest Clay), Terrell Tilford (Robert Ertz), Emma Bell (Mia Hytner).
- Altri interpreti: Alice Kwong (Carly), Aidan Gail (Micah Richards), Amelie Leviant (Ivy Richards), J. Anthony Pena (A.J. Agholor).

## La vera essenza del Diavolo
- Titolo originale: A Devil of My Word
- Diretto da: Eagle Egilsson
- Scritto da: Joe Henderson

### Trama
Rovistando tra gli incartamenti a casa di Charlotte, Dan scopre che la donna stava indagando su Pierce e quando lo riferisce a Lucifer e Chloe il diavolo rivela che il tenente è il Peccatore e pertanto i tre cercano un modo per incastrarlo chiedendo anche la collaborazione di Ella; nel frattempo Maze riesce a sbarazzarsi degli uomini di Caino e a recarsi da Linda, con cui si riappacifica. Nonostante i loro tentativi di fermarlo, Pierce riesce a condurre Lucifer e Chloe in trappola ma il diavolo riesce a mettere al sicuro la detective, proteggendola con le sue ali d’angelo, prima di affrontare una volta per tutte Caino: questi lo attacca con uno dei pugnali di Maze ma alla fine Lucifer riesce a ucciderlo. Nel frattempo Chloe, portata al sicuro sopra un grattacielo ricorda di essere stata protetta da Lucifer. Mentre Caino sta per morire, Lucifer gli dichiara che lo aspetta un posto all'Inferno per la morte di Charlotte: nel frattempo la sua faccia da Diavolo ritorna. Chloe torna sul posto e chiama Lucifer, il quale, non accorgendosi del suo vero volto, si gira: la detective scopre una volta per tutte la verità.
- Guest star: Gonzalo Menendez (John Barrow), Jared Ward (Steve Chamberlain).
- Altri interpreti: Darren O'Hare (Hanson), Arnie Pantoja (Simon).

## Abbasso la normalità
- Titolo originale: Boo Normal
- Diretto da: Lisa Demaine
- Scritto da: Jen Graham Imada

### Trama
Lucifer e Chloe indagano sulla morte di una psichiatra infantile mentre Ella, dopo aver ricevuto una telefonata dal fratello, comincia a nutrire dubbi sul rimanere a Los Angeles o tornare a Detroit e, mentre si occupa del caso, comincia a vedere di nuovo il fantasma che le appare di tanto in tanto sin dall'età di otto anni. Lucifer e Chloe riescono, grazie al fondamentale contributo di Ella, a risolvere il caso e il diavolo, venendo salutato da questa con un'espressione tipica dello spirito, si rende conto che sua sorella Azrael, l'angelo della morte, è a Los Angeles: i due si incontrano e Azrael gli rivela di aver agito così perché, essendole impossibile stare vicino a due delle persone a cui tiene di più, voleva fare in modo che almeno lui ed Ella fossero amici.
- Guest star: Charlyne Yi (Ray-Ray / Azrael), Madeleine Coghlan (Beckett Wilson), Nadine Ellis (Iris / Wesley Wolf).
- Altri interpreti: Sebastian Cole (Howard), Jonathan Goldstein (Jonathan Burke), Aiden Lewandowski (Felix Rodriguez), Maria Maestas McCann (Sofia Rodriguez), Jose Yenque (Anthony Rodriguez).

## C'era una volta
- Titolo originale: Once Upon a Time
- Diretto da: Kevin Alejandro
- Scritto da: Ricardo Lopez Jr. (soggetto); Ildy Modrovich & Joe Henderson (sceneggiatura)

### Trama
In un universo alternativo il padre di Chloe, il tenente John Decker, è ancora vivo e pertanto sua figlia è rimasta un'attrice; Dan è un poliziotto corrotto, Charlotte la losca avvocata di molti individui tra cui lo stesso Lucifer, Linda conduce un talk show in cui sbandiera i segreti dei suoi pazienti vip, Ella è una meccanica coinvolta nel mondo del crimine mentre Maze e Amenadiel hanno mantenuto i loro ruoli. Quando uno stuntman amico di Chloe viene trovato morto al Lux, lei e Lucifer cominciano a indagare assieme e, grazie anche all'aiuto dei loro conoscenti, risolvono il caso; il tenente Decker, alla fine, rivela alla figlia di aver sempre creduto in lei e di non averla mai spinta a diventare detective per non farle correre i pericoli che ha corso lui, ma alla fine sia lei che Lucifer decidono di tentare la via della polizia. Intanto Dan e Charlotte svaligiano la cassaforte di Lucifer e fuggono.
- Guest star: Louis Herthum (Tenente John Decker), Brian Tee (Ben Rogers), David Meunier (Rex Wilson), Neil Gaiman (Dio).
- Altri interpreti: Al Coronel (Nick Seals), Selkie Hom (Erika Dunlap), Jermaine Love (Nathan Fury), Rocky Myers (Stryder Novac), Rachele Schank (Charlynn), Nikea Gamby-Turner (Stacy Zallis).